# 约瑟夫·奥利维耶
约瑟夫·奥利维耶（法語：Joseph Olivier，1874年12月2日—1901年5月21日），法国男子橄榄球运动员。他曾代表法国参加1900年夏季奥林匹克运动会橄榄球比赛，获得一枚金牌。